# Temporada 2008-09 de GP2 Asia Series
La temporada 2008-09 de GP2 Asia Series es la segunda temporada de esta disciplina. El campeón de esta temporada fue el japonés Kamui Kobayashi y en escuderías fue la francesa DAMS.

## Escuderías y pilotos
| Escudería                                | N.º | Piloto               | Rondas |
| ---------------------------------------- | --- | -------------------- | ------ |
| ART Grand Prix                           | 1   | Sakon Yamamoto       | Todas  |
| ART Grand Prix                           | 2   | Nelson Philippe      | 1      |
| ART Grand Prix                           | 2   | Pastor Maldonado     | 2, 5-6 |
| ART Grand Prix                           | 2   | Nico Hülkenberg      | 3-4    |
| Trust Team Arden                         | 3   | Luiz Razia           | Todas  |
| Trust Team Arden                         | 4   | Mika Mäki            | 1      |
| Trust Team Arden                         | 4   | Renger van der Zande | 2      |
| Trust Team Arden                         | 4   | Edoardo Mortara      | 3-6    |
| Barwa I. Campos Team                     | 5   | Vitaly Petrov        | Todas  |
| Barwa I. Campos Team                     | 6   | Sergio Pérez         | Todas  |
| DAMS                                     | 7   | Jérôme d'Ambrosio    | Todas  |
| DAMS                                     | 8   | Kamui Kobayashi      | Todas  |
| GFH Team iSport                          | 9   | Giedo van der Garde  | Todas  |
| GFH Team iSport                          | 10  | Hamad Al Fardan      | Todas  |
| Super Nova Racing                        | 11  | Javier Villa         | Todas  |
| Super Nova Racing                        | 12  | James Jakes          | Todas  |
| FMS International                        | 14  | Andreas Zuber        | 1-2    |
| FMS International                        | 14  | Rodolfo González     | 3-6    |
| FMS International                        | 15  | Kevin Nai Chia Chen  | Todas  |
| Durango                                  | 16  | Davide Valsecchi     | Todas  |
| Durango                                  | 17  | Carlos Iaconelli     | 1      |
| Durango                                  | 17  | Michael Dalle Stelle | 2-6    |
| My Qi-Meritus Mahara                     | 18  | Alex Yoong           | 1-2    |
| My Qi-Meritus Mahara                     | 18  | Marco Bonanomi       | 3-6    |
| My Qi-Meritus Mahara                     | 19  | Earl Bamber          | 1-3    |
| My Qi-Meritus Mahara                     | 19  | Álvaro Parente       | 4-6    |
| Piquet GP                                | 20  | Roldán Rodríguez     | Todas  |
| Piquet GP                                | 21  | Diego Nunes          | Todas  |
| David Price Racing                       | 22  | Michael Herck        | 1      |
| David Price Racing                       | 23  | Yuhi Sekiguchi       | 1      |
| David Price Racing                       | 23  | Giacomo Ricci        | 2-6    |
| David Price Racing                       | 23  | Karun Chandhok       | 6      |
| BCN Competición* Ocean Racing Technology | 24  | Hiroki Yoshimoto     | 1      |
| BCN Competición* Ocean Racing Technology | 24  | Yelmer Buurman       | 2-5    |
| BCN Competición* Ocean Racing Technology | 24  | Karun Chandhok       | 6      |
| BCN Competición* Ocean Racing Technology | 25  | Luca Filippi         | 1      |
| BCN Competición* Ocean Racing Technology | 25  | Fabrizio Crestani    | 2-6    |
| Trident Racing                           | 26  | Giacomo Ricci        | 1      |
| Trident Racing                           | 26  | Alberto Valério      | 2      |
| Trident Racing                           | 26  | Francesco Provenzano | 3-4    |
| Trident Racing                           | 26  | Ricardo Teixeira     | 5-6    |
| Trident Racing                           | 27  | Chris van der Drift  | 1-2    |
| Trident Racing                           | 27  | Adrián Vallés        | 3      |
| Trident Racing                           | 27  | Davide Rigon         | 4-6    |

- * Nota: El piloto portugués Tiago Monteiro compró tras la primera ronda la escudería española BCN Competición. Tras las gestiones del piloto, dicha escudería pasa a ser portuguesa y a llamarse Ocean Racing Technology.[11]

## Calendario y resultados
El calendario aprobado ya para esta temporada de GP2 Asia Series comenzó el 18 de octubre de 2008 en el circuito de Shanghái, China y finalizará el 26 de abril de 2009 en el circuito de Sakhir, Baréin. Las pruebas oficiales se realizaron los días 8 y 9 de octubre de 2008 en el Circuito de Shanghái. Se incluyó además en diciembre de 2008 una ronda en Losail, Catar, para principios de febrero de 2009.
| Carrera | Circuito | Fecha                  | Pole Position     | Ganador                                  | Segundo                                  | Tercero                                  | Resultados |
| ------- | -------- | ---------------------- | ----------------- | ---------------------------------------- | ---------------------------------------- | ---------------------------------------- | ---------- |
| 1       | Shanghái | 18 de octubre de 2008  | Roldán Rodríguez  | Roldán Rodríguez                         | Kamui Kobayashi                          | Sakon Yamamoto                           | Resultados |
| 2       | Shanghái | 19 de octubre de 2008  | Roldán Rodríguez  | Davide Valsecchi                         | Earl Bamber                              | Javier Villa                             | Resultados |
| 3       | Dubái    | 5 de diciembre de 2008 | Kamui Kobayashi   | Kamui Kobayashi                          | Davide Valsecchi                         | Roldán Rodríguez                         | Resultados |
| 4       | Dubái    | 6 de diciembre de 2008 | Kamui Kobayashi   | Carrera suspendida por circuito inundado | Carrera suspendida por circuito inundado | Carrera suspendida por circuito inundado | Resultados |
| 5       | Baréin   | 23 de enero de 2009    | Nico Hülkenberg   | Kamui Kobayashi                          | Jérôme d'Ambrosio                        | Edoardo Mortara                          | Resultados |
| 6       | Baréin   | 24 de enero de 2009    | Nico Hülkenberg   | Sergio Pérez                             | Davide Valsecchi                         | Jérôme d'Ambrosio                        | Resultados |
| 7       | Losail   | 13 de febrero de 2009  | Nico Hülkenberg   | Nico Hülkenberg                          | Sergio Pérez                             | Vitaly Petrov                            | Resultados |
| 8       | Losail   | 14 de febrero de 2009  | Nico Hülkenberg   | Sergio Pérez                             | Vitaly Petrov                            | Nico Hülkenberg                          | Resultados |
| 9       | Sepang   | 4 de abril de 2009     | Jérôme d'Ambrosio | Diego Nunes                              | Kamui Kobayashi                          | James Jakes                              | Resultados |
| 10      | Sepang   | 5 de abril de 2009     | Jérôme d'Ambrosio | Vitaly Petrov                            | Pastor Maldonado                         | Davide Valsecchi                         | Resultados |
| 11      | Baréin   | 24 de abril de 2009    | Kamui Kobayashi   | Diego Nunes                              | Roldán Rodríguez                         | Jérôme d'Ambrosio                        | Resultados |
| 12      | Baréin   | 25 de abril de 2009    | Kamui Kobayashi   | Luiz Razia                               | Jérôme d'Ambrosio                        | Davide Rigon                             | Resultados |

## Campeonatos

### Campeonato de Pilotos
| Pos. | Piloto               | SHI | SHI | DUB | DUB | BHR | BHR | LSL | LSL | SEP | SEP | BHR | BHR | Puntos |
| ---- | -------------------- | --- | --- | --- | --- | --- | --- | --- | --- | --- | --- | --- | --- | ------ |
| 1    | Kamui Kobayashi      | 2   | Ret | 1   | C   | 1   | 6   | 4   | 18  | 2   | 7   | 4   | 5   | 56     |
| 2    | Jérôme d'Ambrosio    | 9   | 5   | 7   | C   | 2   | 3   | 5   | 7   | Ret | DSQ | 3   | 2   | 36     |
| 3    | Roldán Rodríguez     | 1   | 6   | 3   | C   | 6   | 23  | Ret | 17  | 4   | 12  | 2   | Ret | 35     |
| 4    | Davide Valsecchi     | 8   | 1   | 2   | C   | 5   | 2   | 6   | 5   | 8   | 3   | 16  | Ret | 34     |
| 5    | Vitaly Petrov        | 5   | Ret | 5   | C   | 10  | 12  | 3   | 2   | 6   | 1   | 19  | 11  | 28     |
| 6    | Nico Hülkenberg      |     |     |     |     | 4   | 4   | 1   | 3   |     |     |     |     | 27     |
| 7    | Sergio Pérez         | Ret | 7   | 6   | C   | 8   | 1   | 2   | 1   | Ret | 6   | 12  | 9   | 26     |
| 8    | Diego Nunes          | 12  | Ret | Ret | C   | 13  | 22  | 11  | 12  | 1   | 4   | 1   | 6   | 24     |
| 9    | Sakon Yamamoto       | 3   | 14  | 8   | C   | 17  | 11  | Ret | 14  | 12  | Ret | 6   | 4   | 13     |
| 10   | Javier Villa         | 4   | 3   | 9   | C   | 9   | 5   | 13  | 10  | 19  | 18  | 15  | 12  | 12     |
| 11   | Edoardo Mortara      |     |     |     |     | 3   | 8   | 7   | 4   | Ret | 17  | Ret | 16  | 11     |
| 12   | Giedo van der Garde  | 10  | DNS | 4   | C   | 7   | 14  | 12  | 8   | 14  | 10  | 5   | 7   | 11     |
| 13   | Luiz Razia           | Ret | 17  | 10  | C   | 14  | 9   | 8   | 6   | Ret | Ret | 8   | 1   | 9      |
| 14   | Earl Bamber          | 6   | 2   | Ret | C   | 11  | 7   |     |     |     |     |     |     | 8      |
| 15   | Pastor Maldonado     |     |     | Ret | C   |     |     |     |     | 7   | 2   | Ret | Ret | 7      |
| 16   | James Jakes          | Ret | 11  | 12  | C   | 22  | Ret | 9   | 9   | 3   | Ret | 10  | 14  | 7      |
| 17   | Davide Rigon         |     |     |     |     |     |     | 14  | 15  | Ret | 13  | 7   | 3   | 6      |
| 18   | Chris van der Drift  | 7   | 4   | Ret | C   |     |     |     |     |     |     |     |     | 5      |
| 19   | Yelmer Buurman       |     |     | Ret | C   | Ret | 13  | Ret | DNS | 5   | 11  |     |     | 4      |
| 20   | Hamad Al Fardan      | 15  | Ret | Ret | C   | 12  | Ret | Ret | Ret | 9   | 5   | Ret | 17  | 2      |
| 21   | Álvaro Parente       |     |     |     |     |     |     | 17  | 16  | 11  | 9   | Ret | 13  | 1      |
| 22   | Marco Bonanomi       |     |     |     |     | 20  | 10  | 16  | 11  | Ret | 14  | 14  | 8   | 0      |
| 23   | Rodolfo González     |     |     |     |     | 16  | Ret | Ret | 19  | 10  | 8   | Ret | Ret | 0      |
| 24   | Hiroki Yoshimoto     | Ret | 8   |     |     |     |     |     |     |     |     |     |     | 0      |
| 25   | Alex Yoong           | 14  | 9   | Ret | C   |     |     |     |     |     |     |     |     | 0      |
| 26   | Karun Chandhok       |     |     |     |     |     |     |     |     |     |     | 9   | Ret | 0      |
| 27   | Giacomo Ricci        | 13  | Ret | 13  | C   | Ret | 16  | Ret | 13  | 16  | 15  | 11  | 10  | 0      |
| 28   | Fabrizio Crestani    |     |     | 14  | C   | Ret | 17  | 10  | 21  | 15  | 16  | 18  | 15  | 0      |
| 29   | Mika Mäki            | Ret | 10  |     |     |     |     |     |     |     |     |     |     | 0      |
| 30   | Carlos Iaconelli     | 11  | Ret |     |     |     |     |     |     |     |     |     |     | 0      |
| 31   | Renger van der Zande |     |     | 11  | C   |     |     |     |     |     |     |     |     | 0      |
| 32   | Yuhi Sekiguchi       | Ret | 12  |     |     |     |     |     |     |     |     |     |     | 0      |
| 33   | Michael Herck        | 16  | 16  | 15  | C   | 18  | 18  | 15  | Ret | 13  | Ret | 13  | Ret | 0      |
| 34   | Nelson Philippe      | 17  | 13  |     |     |     |     |     |     |     |     |     |     | 0      |
| 35   | Frankie Provenzano   |     |     |     |     | 15  | 15  | 19  | 20  |     |     |     |     | 0      |
| 36   | Kevin Nai Chia Chen  | Ret | 15  | 18  | C   | 21  | 21  | 18  | 23  | 20  | Ret | Ret | 18  | 0      |
| 37   | Alberto Valerio      |     |     | 16  | C   |     |     |     |     |     |     |     |     | 0      |
| 38   | Ricardo Teixeira     |     |     |     |     |     |     |     |     | 17  | 19  | 17  | Ret | 0      |
| 39   | Michael Dalle Stelle |     |     | 17  | C   | 19  | 20  | 20  | 22  | 18  | 20  | Ret | 19  | 0      |
| 40   | Adrián Vallés        |     |     |     |     | Ret | 19  |     |     |     |     |     |     | 0      |
|      | Andreas Zuber        | Ret | Ret | Ret | C   |     |     |     |     |     |     |     |     | 0      |
|      | Luca Filippi         | Ret | Ret |     |     |     |     |     |     |     |     |     |     | 0      |
| Pos. | Piloto               | SHI | SHI | DUB | DUB | BHR | BHR | LSL | LSL | SEP | SEP | BHR | BHR | Puntos |

| Color     | Resultado              |
| --------- | ---------------------- |
| Oro       | Ganador                |
| Plata     | 2.ª plaza              |
| Bronce    | 3.ª plaza              |
| Verde     | Finalizó en los puntos |
| Azul      | Finalizó sin puntos    |
| Azul      | NC - No clasificado    |
| Violeta   | Ret - No terminó       |
| Rojo      | DNQ - No se clasificó  |
| Negro     | DSQ - Descalificado    |
| Blanco    | DNS - No empezó        |
| Blanco    | WD - Retirado          |
| Blanco    | C - Carrera cancelada  |
| Sin color | DNP - No participó     |
| Sin color | INJ - Lesionado        |
| Sin color | EX - Excluido          |

| Estado  | Resultado |
| ------- | --- |
| Negrita | Pole position |
| Cursiva | Vuelta rápida puntuable, el piloto cumplió los requisitos para ser bonificado con uno o más puntos por lograr la vuelta rápida |
| †       | Abandona, pero clasifica al completar el porcentaje requerido para ello                                                        |

### Campeonato de Escuderías
| Pos. | Escudería                               | N.º | SHI | SHI | DUB | DUB | BHR | BHR | LSL | LSL | SEP | SEP | BHR | BHR | Puntos |
| ---- | --------------------------------------- | --- | --- | --- | --- | --- | --- | --- | --- | --- | --- | --- | --- | --- | ------ |
| 1    | DAMS                                    | 7   | 9   | 5   | 7   | C   | 2   | 3   | 5   | 7   | Ret | DSQ | 3   | 2   | 92     |
| 1    | DAMS                                    | 8   | 2   | Ret | 1   | C   | 1   | 6   | 4   | 18  | 2   | 7   | 4   | 5   | 92     |
| 2    | Piquet GP                               | 20  | 1   | 6   | 3   | C   | 6   | 23  | Ret | 17  | 4   | 12  | 2   | Ret | 59     |
| 2    | Piquet GP                               | 21  | 12  | Ret | Ret | C   | 13  | 22  | 11  | 12  | 1   | 4   | 1   | 6   | 59     |
| 3    | Barwa Int. Campos Team                  | 5   | 5   | Ret | 5   | C   | 10  | 12  | 3   | 2   | 6   | 1   | 19  | 11  | 54     |
| 3    | Barwa Int. Campos Team                  | 6   | Ret | 7   | 6   | C   | 8   | 1   | 2   | 1   | Ret | 6   | 12  | 9   | 54     |
| 4    | ART Grand Prix                          | 1   | 3   | 14  | 8   | C   | 17  | 11  | Ret | 14  | 12  | Ret | 6   | 4   | 47     |
| 4    | ART Grand Prix                          | 2   | 17  | 13  | Ret | C   | 4   | 4   | 1   | 3   | 7   | 2   | Ret | Ret | 47     |
| 5    | Durango                                 | 16  | 8   | 1   | 2   | C   | 5   | 2   | 6   | 5   | 8   | 3   | 16  | Ret | 34     |
| 5    | Durango                                 | 17  | 11  | Ret | 17  | C   | 19  | 20  | 20  | 22  | 18  | 20  | Ret | 19  | 34     |
| 6    | Arden Motorsport                        | 3   | Ret | 17  | 10  | C   | 14  | 9   | 8   | 6   | Ret | Ret | 8   | 1   | 20     |
| 6    | Arden Motorsport                        | 4   | Ret | 10  | 11  | C   | 3   | 8   | 7   | 4   | Ret | 17  | Ret | 16  | 20     |
| 7    | Super Nova Racing                       | 11  | 4   | 3   | 9   | C   | 9   | 5   | 13  | 10  | 19  | 18  | 15  | 12  | 19     |
| 7    | Super Nova Racing                       | 12  | Ret | 11  | 12  | C   | 22  | Ret | 9   | 9   | 3   | Ret | 10  | 14  | 19     |
| 8    | GFH Team iSport                         | 9   | 10  | DNS | 4   | C   | 7   | 14  | 12  | 8   | 14  | 10  | 5   | 7   | 13     |
| 8    | GFH Team iSport                         | 10  | 15  | Ret | Ret | C   | 12  | Ret | Ret | Ret | 9   | 5   | Ret | 17  | 13     |
| 9    | Trident Racing                          | 26  | 13  | Ret | 16  | C   | 15  | 15  | 19  | 20  | 17  | 13  | 17  | 3   | 11     |
| 9    | Trident Racing                          | 27  | 7   | 4   | Ret | C   | Ret | 19  | 14  | 15  | Ret | 19  | 7   | Ret | 11     |
| 10   | My Qi-Meritus Mahara                    | 18  | 14  | 9   | Ret | C   | 20  | 10  | 16  | 11  | Ret | 14  | 14  | 8   | 9      |
| 10   | My Qi-Meritus Mahara                    | 19  | 6   | 2   | Ret | C   | 11  | 7   | 17  | 16  | 11  | 9   | Ret | 13  | 9      |
| 11   | BCN Competición Ocean Racing Technology | 24  | Ret | 8   | Ret | C   | Ret | 13  | Ret | DNS | 5   | 11  | 9   | Ret | 4      |
| 11   | BCN Competición Ocean Racing Technology | 25  | Ret | Ret | 14  | C   | Ret | 17  | 10  | 21  | 15  | 16  | 18  | 15  | 4      |
| 12   | FMS International                       | 14  | Ret | Ret | Ret | C   | 16  | Ret | Ret | 19  | 10  | 8   | Ret | Ret | 0      |
| 12   | FMS International                       | 15  | Ret | 15  | 18  | C   | 21  | 21  | 18  | 23  | 20  | Ret | Ret | 18  | 0      |
| 13   | David Price Racing                      | 22  | 16  | 16  | 15  | C   | 18  | 18  | 15  | Ret | 13  | Ret | 13  | Ret | 0      |
| 13   | David Price Racing                      | 23  | Ret | 12  | 13  | C   | Ret | 16  | Ret | 13  | 16  | 15  | 11  | 10  | 0      |
| Pos. | Escudería                               | N.º | SHI | SHI | DUB | DUB | BHR | BHR | LSL | LSL | SEP | SEP | BHR | BHR | Puntos |